# Aristida neglecta
Aristida neglecta là một loài thực vật có hoa trong họ Hòa thảo. Loài này được León ex Hitchc. mô tả khoa học đầu tiên năm 1924.